# Shin Megami Tensei: Persona 3
Shin Megami Tensei: Persona 3 (ペルソナ3) és el quart joc de la saga Persona (Persona 2: Innocent Sense i Persona 2: Eternal Punishment són considerats dos jocs per separat). Desenvolupat i distribuït per Atlus per a la consola PlayStation 2.